# 連邦議会 (ソマリア)
ソマリア連邦議会（ソマリアれんぽうぎかい、ソマリ語: Golaha Shacabka Soomaaliya、またはBaarlamaanka Federaalka Soomaaliya, アラビア語: لبرلمان الاتحادي في الصومال）は、ソマリアの立法府である。

## 議会構成
2012年8月20日、暫定統治の終了に伴い発足。
54人で構成される上院と、275人で構成される下院の両院制である。
しかし、上院はまだ発足されておらず、下院も氏族の長老を中心に、当初は215人の宣誓で発足した。

### 任期
4年。

## 議会権能
立法機能の他、大統領を選出する権限を持つ。

## 参考資料
- ソマリア情勢（新連邦議会の招集について） - 外務省：外務報道官談話